# Realteilung (Familienrecht)
Die Realteilung ist eine  in § 1 Abs. 2 VAHRG geregelte Form des im Rahmen einer Ehescheidung vom Familiengericht durchzuführenden Versorgungsausgleichs.
Bei der Realteilung wird für den ausgleichsberechtigten Ehegatten eine Anwartschaft bei einem Träger der berufsständischen Altersversorgung (zum Beispiel Ärzte-, Architekten-, Rechtsanwaltsversorgung) bzw. bei der privaten Rentenversicherung des ausgleichspflichtigen Ehegatten begründet. Kennzeichnend für die Realteilung ist insoweit der Umstand, dass die Anwartschaftsbegründung im Gegensatz zum Splitting außerhalb der gesetzlichen Rentenversicherung erfolgt. Möglich ist eine Realteilung nur dann, wenn diese Ausgleichsform in der Satzung des jeweiligen Versorgungsträgers vorgesehen ist.
Durch die Realteilung wird zu Gunsten des ausgleichsberechtigten Ehegatten die Hälfte des Wertunterschiedes der von beiden Ehegatten während der Ehezeit erworbenen Anwartschaften entweder beim Versorgungsträger des Ausgleichspflichtigen oder bei einem weiteren Träger (zum Beispiel „eigener“ Versorgungsträger des Ausgleichsberechtigten) begründet. 
Das BMJ (Bundesministerium der Justiz) hat einen ersten Entwurf eines Gesetzes zum Versorgungsausgleich in Abstimmung (31. August 2007), der spätestens zum 1. Juli 2008 Inkrafttreten soll. Das neue Gesetz wird die Durchführung des Versorgungsausgleichs im Hinblick auf die Anrechte auf betriebliche Altersversorgung (zum Beispiel Direktzusagen, Direktversicherungen, Unterstützungskassen, Pensionskassen, Pensionsfonds) und privater Altersvorsorge (zum Beispiel Riester-Rente, Rentenversicherungen) wesentlich ändern. Dabei steht eine Verbesserung der Rechtsposition vor allem der Ehefrauen im Vordergrund, die bei der bisherigen Methodik häufig schlechter gestellt wurden. Ziel ist eine größere Fairness und Transparenz. Die Probleme bei der "Umwertung" der künftigen Versorgungsleistungen ("Barwertverordnung), die heute über die gesetzliche Rentenversicherung ausgeglichen werden, sollen vermieden werden. Durch die Anwendung der Realteilung (Halbteilungsgrundsatz, interne Teilung) aller Versorgungsanwartschaften soll darüber hinaus nicht mehr wie bisher erst im (möglicherweise 30 Jahre in der Zukunft liegenden) Versorgungsfall, wenn die Höhe des Versorgungsanspruchs feststeht, die Teilung vorgenommen werden, sondern bereits "zeitnah" im Scheidungsverfahren.
Dies soll durch Einräumung eines unmittelbaren Versorgungsanspruchs zugunsten des geschiedenen Partners gegen den Versorgungsträger, damit also real bzw. intern, geschehen und nicht mehr wie bisher durch einen rein schuldrechtlichen Anspruch gegen den Versorgungsberechtigten, den geschiedenen Ehegatten. Zugleich sollen den Ehepartnern weitere Optionen auf einvernehmliche Vereinbarungen, die auch externe Teilungen (mit Zustimmung der Versorgungsträger) vorsehen können, eingeräumt werden.